# Чернево (Варненская область)
Чернево (болг. Чернево) — село в Болгарии. Находится в Варненской области, входит в общину Суворово. Население составляет 1 445 человек.Оно имеет железнодорожная остановка без кассир и без руководитель железнодорожного движения .

## Политическая ситуация
В местном кметстве Чернево, в состав которого входит Чернево, должность кмета (старосты) исполняет Мирка Димитрова Янева (независимый) по результатам выборов правления кметства.
Кмет (мэр) общины Суворово — Павлин Михайлов Параскевов (независимый) по результатам выборов в правление общины.